# 2 janvier 1800
Le 2 janvier 1800 est le 2e jour de l'année 1800 du calendrier grégorien. Il s'agit d'un jeudi.

## Événements
- Cette journée correspond au 12 nivôse an IX dans le calendrier républicain alors en vigueur.
- Jean-Nicolas Démeunier est nommé président du Tribunat (France)[1].

## Naissances
- Nicolas Berger, homme politique belge libéral[2].
- Carl Friedrich Plattner (de), chimiste métallurgiste allemand[3].

## Art et culture
- Jean-Étienne-Marie Portalis prononce l’Éloge d’Antoine-Louis Séguier à l’Institut de France[4].